# Aristida guayllabambensis
Aristida guayllabambensis là một loài cỏ thuộc họ Poaceae.
Loài này chỉ có ở Ecuador.